# Déli iszapteknős
A déli iszapteknős (Kinosternon scorpioides) a hüllők (Reptilia) osztályába  és a teknősök (Testudines) rendjébe és az iszapteknősfélék (Kinosternidae) családjába tartozó faj.

## Előfordulása
Mexikóban, Közép-Amerikában, Dél-Amerika területén, Argentínában, Bolíviában, és Peru északi részén honos.

## Megjelenése
Testhossza 15-18 centiméter.